# Samea choristalis
Samea choristalis là một loài bướm đêm trong họ Crambidae.